# OnlineSequencer
Online Sequencer — это музыкальный секвенсор на основе веб-технологий, который позволяет пользователям создавать музыку, сохраняемую онлайн или на их компьютере. Для секвенсора необходима нотная лента, которая находится слева от экрана и содержит 72 ноты от C2 до B7 (обозначены иначе, чем на фортепиано, C2 на секвенсоре соответствует C1 на фортепиано). Помимо нескольких параметров, которые можно изменить для изменения звучания музыки, дополнительные функции доступны через консоль.
При открытии сайта пользователи могут начать сочинять и «рисовать» ноты на сетке, при этом инструментом по умолчанию является электрическое пианино. По умолчанию размер такта в последовательности установлен на 4/4, а интервал сетки — на 1/4 (16 нот на такт). Длину нот можно регулировать, перетаскивая тёмную вкладку справа от каждой ноты, а точность можно повысить, изменив параметр «Сетка» на другие деления нот.

## История
Online Sequencer был создан 2 января 2013 года Джейкобом Морганом и Джорджем Бёрделлом во время перерыва в Технологическом институте Джорджии.
Начиная с осени 2013 года учётные записи были доступны, но отделялись от музыкальной части сайта. Они использовались только на форуме и в чате сайта.
В 2015 году учётные записи были связаны с основным сайтом и позволяли сохранять песни под чьим-либо именем пользователя.
Обновление World в 2018 году добавило несколько новых инструментов и изменило подход к звуковому оформлению сайта. Для этого обновления был проведён конкурс World Update Contest.
Начиная с конца 2020 года ОС начала получать множество обновлений, которые значительно улучшили функциональность сайта. В этих обновлениях появились такие функции, как настраиваемые размеры сетки, автоматизация с помощью маркеров, дополнительные параметры реверберации, детонация и дисторшн. В 2021 году был проведён конкурс «Космическая гонка», чтобы выяснить, кто лучше всего справится с изменениями. Одной из самых примечательных последовательностей, представленных в «Космической гонке», была «Космическое метро», созданная пользователем «Синтаксис»
В конце 2022 года были добавлены новые, более качественные инструменты. Некоторые инструменты, такие как электрическое пианино, рояль, скрипка и виолончель, получили обновлённую долгоиграющую версию, в то время как оригинальные версии по-прежнему существуют под названием «классические».
В начале 2023 года был проведён конкурс, посвящённый 10-летию Online Sequencer, победителем которого стал пользователь Bentoonie.